# Hadiza Seyni Zarmakoye
Hadiza Seyni Zarmakoye ou Hadiza Seini est une femme politique nigérienne.

## Biographie
Hadiza Seini est élue député à l'issue des élections législatives du 27 décembre 2020 au Niger. Cette élection lui permet de figurer parmi les 50 femmes députés de cette législature. Elle est députée de la région de Dosso et est élue sur la liste du parti Alliance nigérienne pour la démocratie et le progrès (ANDP). Hadiza Seyni est la deuxième vice présidente de l'Assemblée nationale,, et est également nommée le 21 mai 2021 présidente d'honneur des femmes parlementaires du Niger.